# Byeollyang-myeon
Byeollyang-myeon (koreanska: 별량면) är en socken i kommunen Suncheon i provinsen Södra Jeolla i den södra delen av Sydkorea, 300 km söder om huvudstaden Seoul.